# Bob McLeod
Robert Alexander "Bob" McLeod (5 de maio de 1913 — 3 de julho de 1958) foi um ciclista canadense que participava em competições de ciclismo de estrada e pista. Ele representou o Canadá nos Jogos Olímpicos de Verão de 1936, em Berlim.